# پل بابا محمود
پل بابا محمود سهروفیروزان  مربوط به قرن هفتم، دوران مغول سلطان محمد خدابنده (الجایتو) است و در شهرستان فلاورجان، شهر تاریخی سهروفیروزان واقع شده و این اثر در تاریخ ۲۵ اسفند ۱۳۴۵ با شمارهٔ ثبت ۶۳۴ به‌عنوان یکی از آثار ملی ایران در سهرفیروزان به ثبت رسیده‌است.

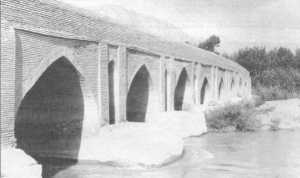
تصویری از پل تاریخی بابا محمود متعلق به دوره ایلخانان مغول سلطان اولجایتو که در زمان پهلوی اول گرفته شده است

پل بابا محمود سهرفیروزان که در بین پل‌های قدیمی استان اصفهان از قدمت بیشتری برخوردار است و دومین پل تاریخی استان به‌شمار می‌رود، ساخته شده در دوره ایلخانان مغول (عهد سلطان محمد خدابنده الجایتو) توسط یکی از اهالی، مشاهیر، بزرگان شهر و حاکم لنجانات و از مشاوران الجایتو یعنی بابامحمود سهروفیروزانی در سال ۷۰۴ هجری قمری است که این بنای تاریخی که قدمتی بالغ بر ۷۵۰ سال دارد
مقبره بابا محمود سهروفیروزانی بانی احداث این پل در سهرفیروزان و در آرامستان مرکزی روستای سهروفیروزان که به نام آرامستان بابا محمود شهرت دارد قرار داشته و مسجدی زیبا با طاق ضربی و بنای سه ایوانی در مجاورت مقبره قرار داشته که متعلق به قرن ۷ هجری و ساخته شده به دست بابا محمود سهرفیروزانی می‌باشد که محل بار و دیدار امرا و بزرگان شهر با مردم بوده‌است و از شواهد پیداست که محل تجمعات مهم و مراسمات خاص نیز بوده‌است
این بنایی که از قدمت و تاریخ ایران سخن می‌گوید و از بناهای اسلامی و منحصر به فرد دوره ایلخانان مغول در ایران به‌شمار می‌آید و حتی در عرصهٔ میراث جهانی و نیز از قدمت این مرزوبوم و فرهنگ و تمدن ایران اسلامی دفاع کرده و سخنی برای گفتن دارد متعلق به دهستان سهروفیروزان است.
پل بابا محمود در گذشته راه ارتباطی بین شهرتاریخی سهروفیروزان به مسیر خوزستان و فارس بوده‌است که این موضوع اهمیت این بنای تاریخی را افزون می‌کند

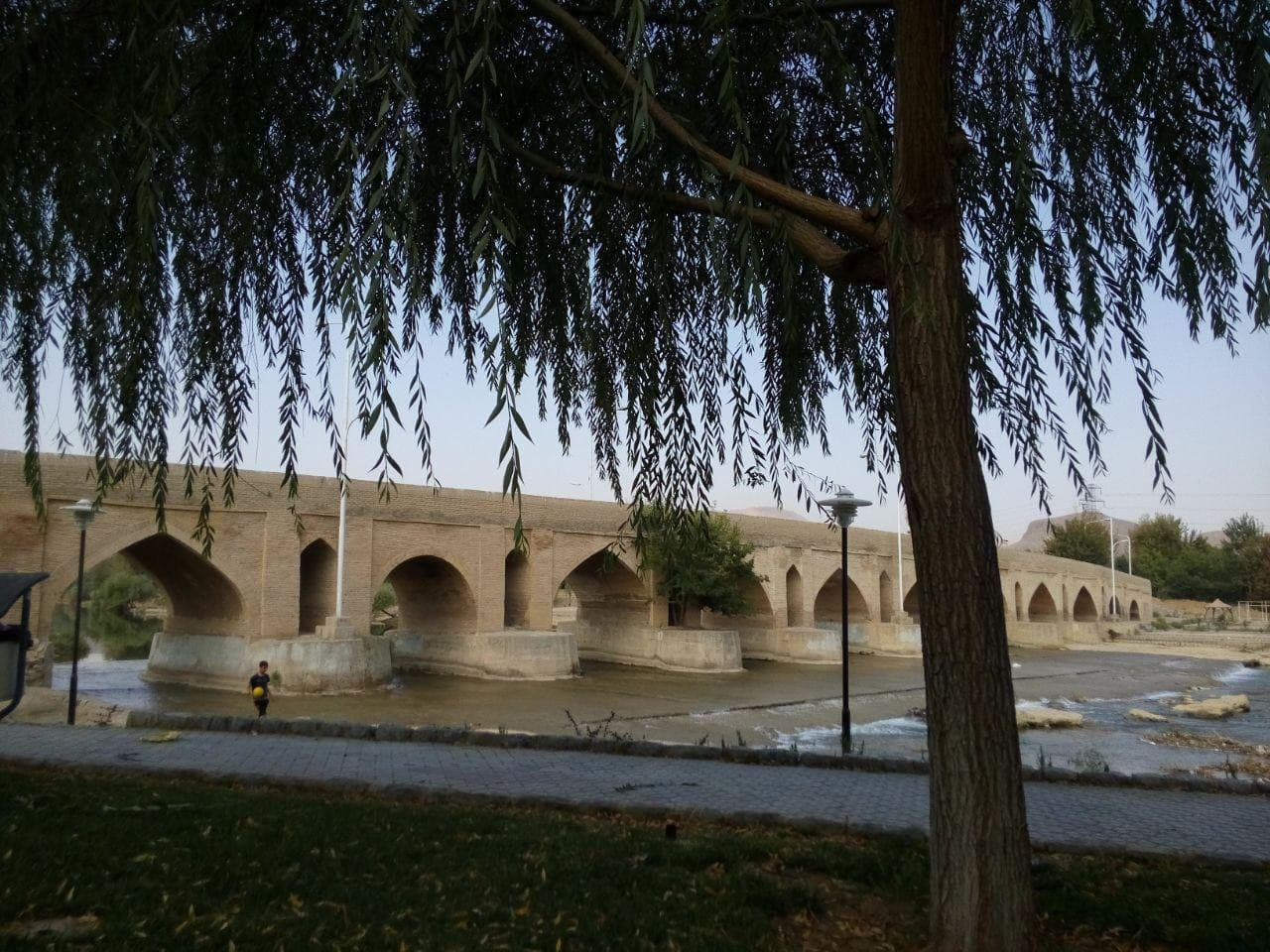
پل تاریخی بابا محمود سهروفیروزان، دومین پل تاریخی بر روی زاینده رود می‌باشد و در دوران ایلخانان مغول به قرن هفتم هجری توسط بابامحمود سهرفیروزانی مشاور و حاکم اولجایتو ساخته شده‌است

## [۲]منابع
1. ↑  «دانشنامهٔ تاریخ معماری و شهرسازی ایران‌شهر». وزارت راه و شهرسازی. بایگانی‌شده از روی نسخه اصلی در ۶ اکتبر ۲۰۱۹. دریافت‌شده در ۱۰ اکتبر ۲۰۱۹.
2. ↑  «گذر آب زاینده رود از پل تاریخی بابا محمود در پیربکران | نیوزفلاورجان،فلاورجان نیوز». دریافت‌شده در ۲۰۲۲-۱۲-۱۷.

1. ↑  «اجرای مرحله اول مرمت پل تاریخی بابا محمود | نیوزفلاورجان،فلاورجان نیوز». دریافت‌شده در ۲۰۲۲-۱۲-۱۷.